# Juan Helio Guamán
Juan Helio Guamán Vizuete (Quito, Provincia de Pichincha, Ecuador, 24 de junio de 1965) es un exfutbolista ecuatoriano que jugaba de defensa y mediocampista.

## Trayectoria
Debutó en Liga de Quito en 1986, es uno de los jugadores históricos de Liga de Quito y parte de los planteles campeones de 1990, 1998 y 1999. Después de 15 temporadas en LDU pasó a Deportivo Quito, también jugó en ESPOLI, Universidad Católica, UTE y terminó su carrera en Deportivo Saquisilí.

## Selección nacional
Fue parte del plantel de la Selección de fútbol de Ecuador en las Copas América 1991 y 1995. Jugó 10 partidos por selección y anotó 1 gol.

### Participaciones enCopas América
| Torneo                 | Sede                   | Resultado              | PJ | GA | Asis |
| ---------------------- | ---------------------- | ---------------------- | -- | -- | ---- |
| Copa América 1991      | Chile                  | Fase de grupos         | 0  | 0  | 0    |
| Copa América 1995      | Uruguay                | Fase de grupos         | 2  | 0  | 0    |
| Total en Copas América | Total en Copas América | Total en Copas América | 2  | 0  | 0    |

## Clubes
| Club                 | País    | Año         |
| -------------------- | ------- | ----------- |
| Liga de Quito        | Ecuador | 1986 - 2000 |
| Deportivo Quito      | Ecuador | 2001 - 2003 |
| ESPOLI               | Ecuador | 2004        |
| Universidad Católica | Ecuador | 2004        |
| UTE                  | Ecuador | 2006 - 2007 |
| Deportivo Saquisilí  | Ecuador | 2009        |

## Palmarés
| Título                 | Club          | País    | Año  |
| ---------------------- | ------------- | ------- | ---- |
| Campeonato Ecuatoriano | Liga de Quito | Ecuador | 1990 |
| Campeonato Ecuatoriano | Liga de Quito | Ecuador | 1998 |
| Campeonato Ecuatoriano | Liga de Quito | Ecuador | 1999 |